# Auge (filha de Aleu)

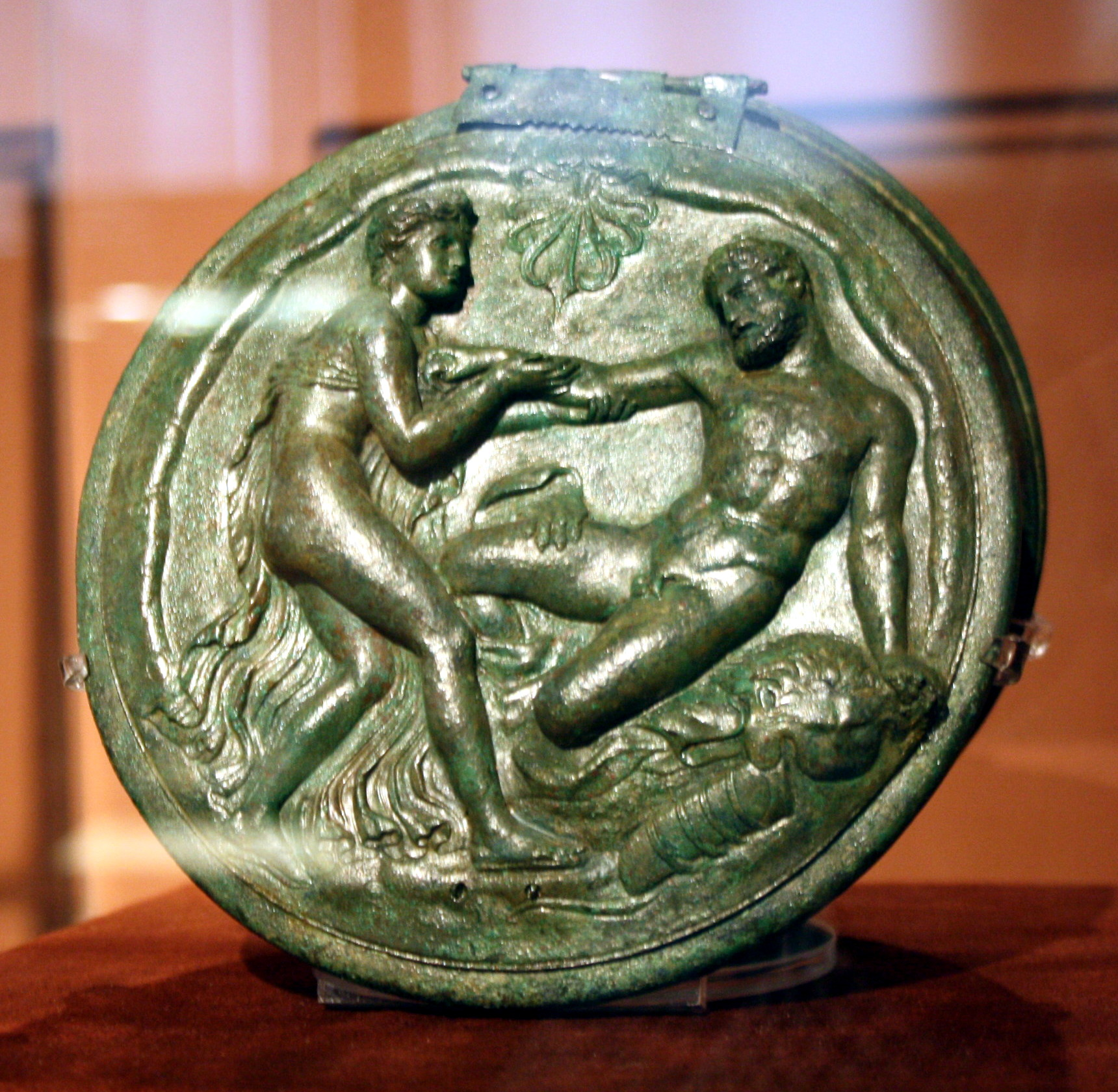
Auge e um Heracles bêbado, caixa de espelho de bronze de Elis (c. 325 a.C.). Museu Arqueológico Nacional, Atenas, Stathatos 312.

Auge, na mitologia grega, foi uma filha de Aleu, rei da Arcádia e de Tégea e a sacerdotisa virgem de Atena Alea. Ela também foi a mãe do herói Telephus com Heracles.
Auge fez sexo com Heracles (quer voluntariamente, quer à força) e ficou grávida. Quando Aleu descobriu isso, segundo vários relatos, ele ordenou que Auge fosse afogada, ou vendida como escrava, ou fechada em um baú de madeira e jogado no mar. No entanto, em todos esses relatos, ela e seu filho Telephus acabam na corte do rei Mysian Teuthras, onde Auge se torna a esposa (ou filha adotiva) de Teuthras, e Telephus se torna o filho adotivo e herdeiro de Teuthras.